# Amango: soñando despierto
Amango: Soñando Despierto es la segunda gira de conciertos del grupo juvenil musical chileno Amango, en donde recorren 5 ciudades de Chile promocionando sus dos discos El Sueño se hizo Realidad y Esto no es un Juego. 
Además tiene su propio DVD llamado Amango en Vivo Caupolican `08. También tiene como telonera a una de sus propias integrantes, Denise Rosenthal, quien también promocionaba la banda sonora de su serie El Blog de la Feña. 

## Itinerario
Soñando Despierto tuvo un gran éxito en todo chile donde asistieron miles de fanáticos viendo su grupo favorito cantar y bailar

## Repertorio
1. Si tu me Quieres (Denise Rosenthal)
2. No quiero escuchar tu voz (Denise Rosenthal)
3. Esperame (Denise Rosenthal)

-
1. "Digan lo que digan"
2. "Somos de Verdad"
3. "Empezar de Nuevo"
4. "Mix Chicas" (Quien soy/ Volver a ser Feliz/ basta que lo intentes/ Soy lo que Soy)
5. "Vivir Asi"
6. "Escuchame una Vez"
7. "Mix Viña" (Romeo y Julieta/ Nuevo día (canción)/ Creer en Mi/ Princesa/ Volar/ Destino/ Nuestro Sueño)
8. "La función debe Continuar"

## Fechas del Tour
| Fechas                  | Ciudad   | Acto de Apertura |
| ----------------------- | -------- | ---------------- |
| 19 de octubre de 2008   | Temuco   | Denise Rosenthal |
| 19 de octubre de 2008   | Rancagua | Denise Rosenthal |
| 3 de mayo de 2007       | Arica    | Denise Rosenthal |
| 1 de noviembre de 2008  | Arica    | Denise Rosenthal |
| 2 de noviembre de 2008  | Iquique  | Denise Rosenthal |
| 14 de diciembre de 2008 | Santiago | -                |

- Show Especial para DVD En Vivo Caupolicán 08` (Santiago 2008)
- Denise Rosenthal Canto en los primeros conciertos Si tu me Quieres y No Quiero Escuchar Tu Voz pero dado el éxito agregó Espérame, menos en el DVD ya que Sale cantando de los últimos con un gran éxito